# Gilbert of Preston
Sir Gilbert of Preston (* vor 1209; † Januar 1274) war ein englischer Adliger und Richter. Von 1260 bis 1268 sowie von 1273 bis zu seinem Tod war er Chief Justice of the Common Bench.

## Herkunft
Gilbert Preston entstammte einer alten Familie des Ritterstandes, die sich nach dem Dorf Preston Deanery in Northamptonshire benannte. Er wurde 1209 oder kurz zuvor als ältester Sohn von Walter of Preston geboren. Nach dem Tod seines Vaters erbte er am 28. Oktober 1230 dessen Besitzungen in Northamptonshire.

## Dienst als königlicher Richter
Prestons Karriere im Dienst der Krone begann 1235 oder 1236, als er zu den Steuererhebern in Northamptonshire gehörte. Im Januar 1240 wurde er erstmals zum königlichen Richter für eine Gerichtsreise durch Norfolk ernannt, worauf er bis 1254 fast durchgängig weiter als Richter diente. Er nahm an mehreren Gerichtsreisen teil, die unter der Leitung von William of York, Roger of Thirkleby oder Henry of Bath durch zahlreiche englischen Grafschaften führten. Daneben diente er seit 1240 auch als Richter am Common Bench in Westminster. Er erhielt dazu weitere verschiedene Aufgaben als Richter oder auch als Verwalter. Der König belohnte seine Dienste in den meisten Jahren mit einer Geldzahlung, doch erst ab 1253, als auch die meisten anderen Richter ein festes Gehalt erhielten, wurden ihm jährlich £ 40 jährlich gezahlt. Allerdings wurde dieses Geld zunächst nicht ausgezahlt, sondern mit Schulden verrechnet, die er gegenüber der Krone hatte.
Im Herbst 1254 wurde Preston erstmals zum Leiter einer Gerichtsreise ernannt. Daneben diente er weiterhin als Richter in Westminster, wo er im Herbst 1260 als Nachfolger von Roger of Thirkleby zum Chief Justice des Common Bench aufstieg. Im Februar 1260 war sein jährliches Gehalt auf 100 Mark jährlich erhöht worden. Bis Herbst 1267 leitete er den Common Bench, wobei die Arbeit des Gerichtes aufgrund der Wirren des Zweiten Kriegs der Barone zeitweise unterbrochen wurde. Nach dem Sieg der königlichen Partei in der Schlacht von Evesham nahm Preston zusammen mit William Bonquer nach Michaelis 1265 die Arbeit des Common Bench wieder auf, bis er Anfang 1268 die Leitung des Gerichtshofs niederlegte. Er zog sich aber nicht zurück, sondern übernahm die Leitung einer Gerichtsreise, die nach dem Ende des Bürgerkriegs mehrere Jahre dauerte. Sie war noch nicht abgeschlossen, als sie im Herbst 1272 nach dem Tod von König Heinrich III. abgebrochen wurde. Preston kehrte nach Westminster zurück, wo er ab 1273 bis zu seinem Tod wieder den Common Bench leitete. Er starb wahrscheinlich Anfang Januar 1274.

## Landbesitz, Ehe und Erbe
1265 wurden Preston die Besitzungen seines jüngeren Bruders Michael of Preston zugesprochen, der während des Zweiten Kriegs der Barone auf der Seite der Rebellen gekämpft hatte. Daraufhin setzte sich Roger of Leybourne für William ein, der 1266 vom König begnadigt wurde und seine Besitzungen zurückerhielt.
Preston hatte vor 1239 Alice geheiratet. Sie war die Tochter von Christine, der Tochter und Erbin von Wischard Ledet, und deren ersten Ehemann Henry of Braybrooke. Nach dem Tod ihres Vaters 1241 erbte sie die Herrschaft Chipping Warden in Northamptonshire. Es gibt aber keine Belege, dass sie Kinder hatten. Deshalb wurde Laurence of Preston, ein Sohn seines verstorbenen Bruders William of Preston sein Erbe. Bereits einige Jahre vor seinem Tod hatte Preston für sein und für das Seelenheil seiner Vorfahren Landbesitz in Lincolnshire an Sempringham Priory vermacht. Auch der Dorfkirche von Gretton in Northamptonshire hatte er Landbesitz geschenkt.